# アントニオ・コバス

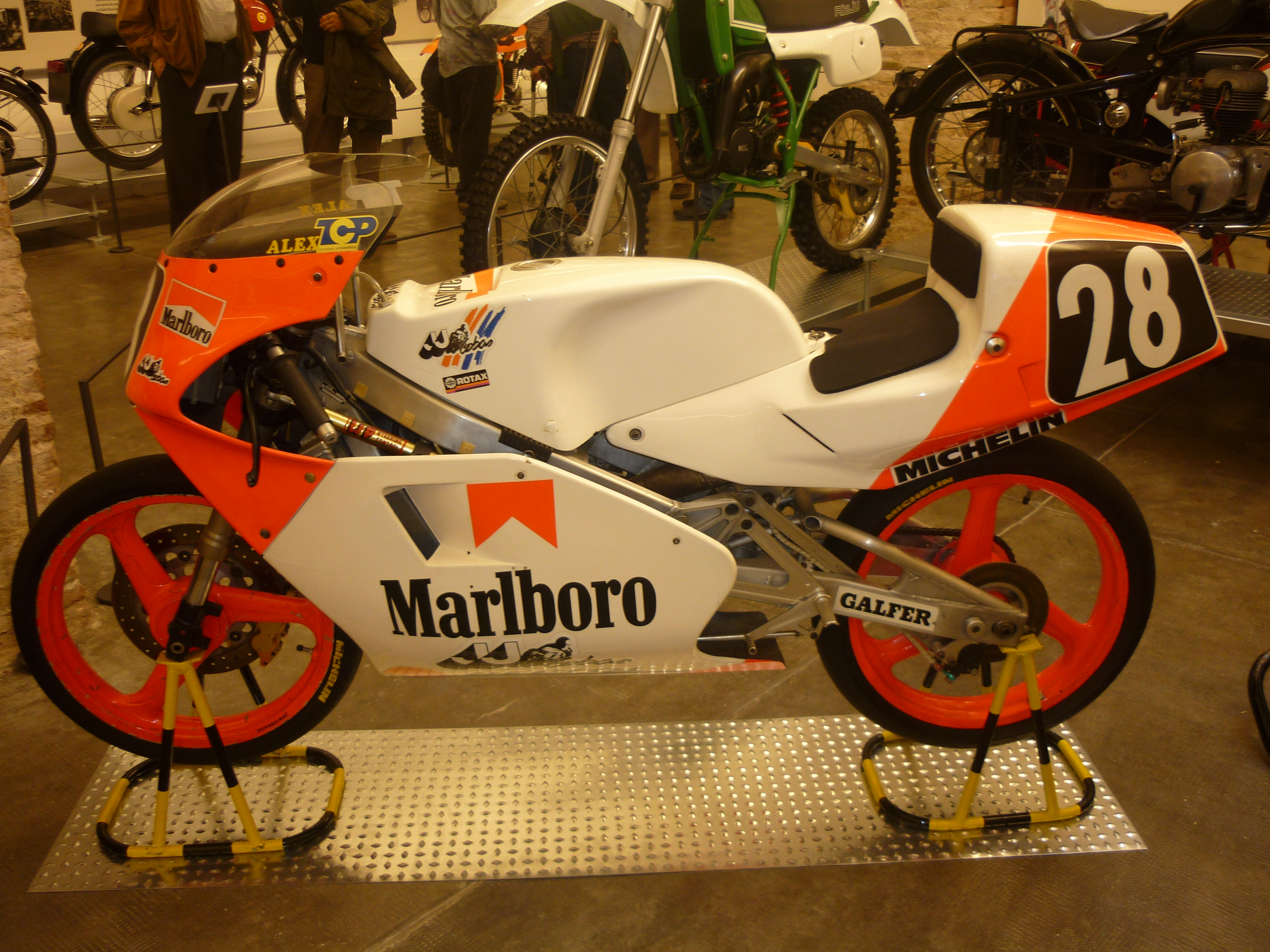
JJコバス製の125ccレーサー。アレックス・クリビーレが1989年にタイトルを獲得した。

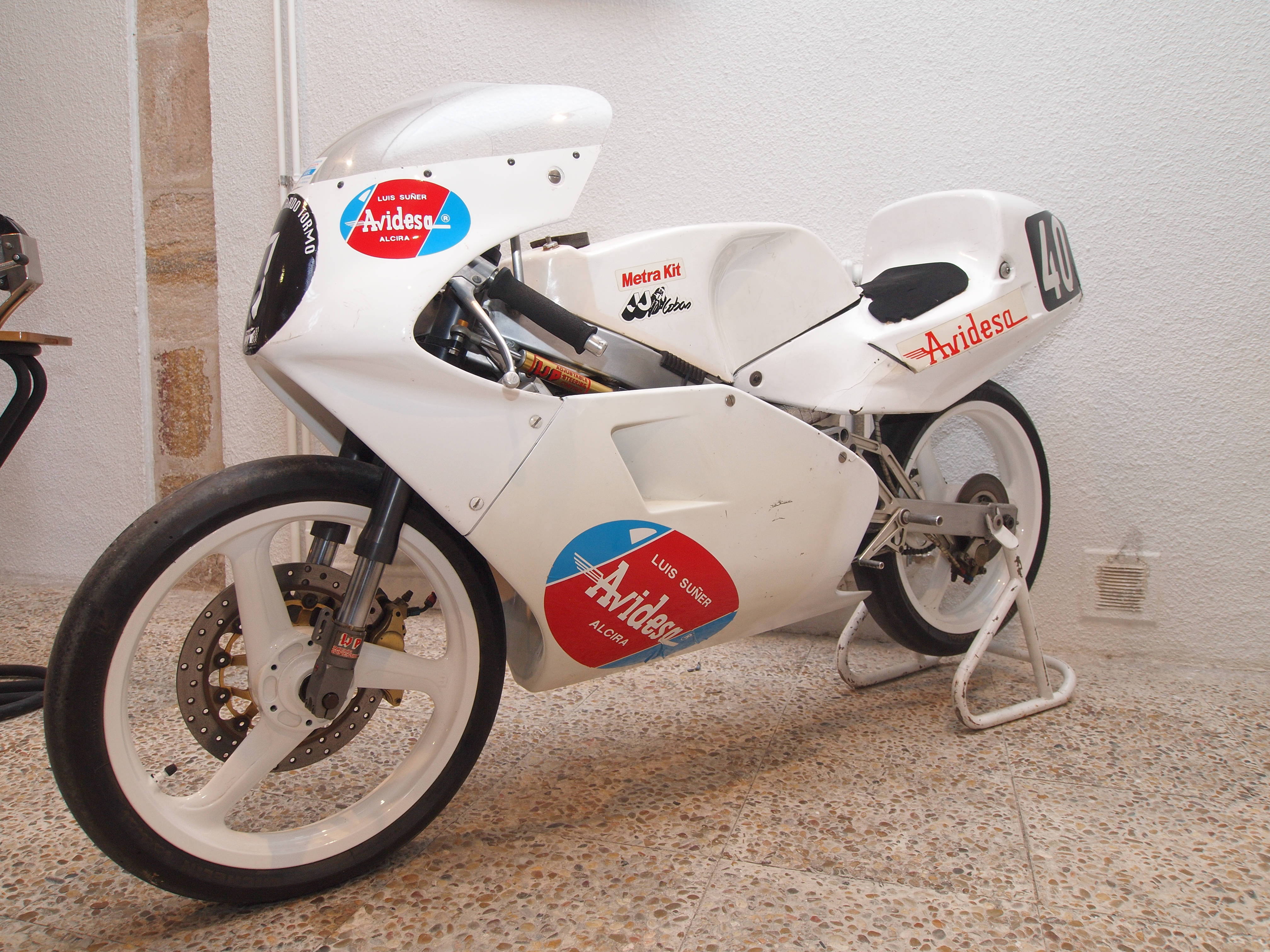
JJコバス-ロータックス 125ccレーサー

アントニオ・コバス・マルチネス (Antonio Cobas Martínez, 1952年1月29日 – 2004年4月14日) は、スペイン、バルセロナ出身のグランプリレーサー設計者。コバスは現在のオートバイの大半が採用するアルミニウム製フレームを初めて設計に取り入れたことで知られる。
1980年代初期のレース用オートバイはまだ1950年代に開発された鋼製チューブフレームを使用していた。エンジンとタイヤの技術が進歩したため、フレームにはますますストレスがかかるようになっていた。1982年にコバスは鋼製のバックボーンフレームに代えてより強くて軽いアルミニウム製のツインビームフレームを開発した。この技術は主要オートバイメーカーの大半がコピーし、1990年代に入るとグランプリにおける全ての主要チームが、コバスが創始したアルミニウムフレームを採用するようになった。
コバスは1978年にシロカスと名付けたレーサーを製作し、それはスペイン国内選手権で成功を収めた。1982年に彼はロータックス製エンジンを搭載したコバスブランドのレーサーを製作した。スペイン人ライダーのシト・ポンスが1982年のフィンランドグランプリで3位入賞、続くチェコスロバキアでも4位に入った。翌年、カルロス・カルダスがコバスのマシンでヨーロッパ選手権250ccクラスのタイトルを獲得した。
1983年、オートバイマニファクチャラーのJJコバスを設立する。ポンスは1984年シーズンの250ccクラスにコバスのマシンで参戦、スペイングランプリで初勝利を挙げ、シーズンをランキング4位で終えた。さらに1989年シーズンの125ccタイトルをアレックス・クリビーレが獲得し、より大きな成功を遂げた。
ポンスが1986年シーズン、ホンダのファクトリーチームに移籍すると、コバスも同チームに入りチーフクルーに就任した。ポンスが1991年に引退しポンス・レーシングを設立すると、コバスは同チームのテクニカルディレクターとなる。彼の開発したマシンでアルベルト・プーチとカルロス・チェカが勝利を挙げた。1999年は再びクリビーレと世界GPを戦い、この年クリビーレは500ccのタイトルを獲得した。
コバスは2004年に52歳で死去した。

## 参照
1. 1 2 3  “Framing the Future: The Legacy of Antonio Cobas”.   superbikeplanet.com. 2010年12月14日閲覧。
2. ↑  Walker, Mick (2002). Mick Walker's Japanese grand prix racing motorcycles. Gateshead: Redline Books. pp. 66. ISBN 978-0-9531311-8-1
3. 1 2  “Rider Statistics - Sito Pons”. MotoGP.com 2010年12月14日閲覧。
4. ↑  “Rider Statistics - Àlex Crivillé”. MotoGP.com 2010年12月14日閲覧。
5. ↑  “Antonio Cobas Dead At 52”.   superbikeplanet.com. 2010年12月14日閲覧。